# FijiFirst
FijiFirst ist eine Mitte-rechts Partei in Fidschi. Die Partei setzt sich dafür ein, dass die Bevölkerungsgruppen von Fidschi – die indigenen iTaukei, die Indischstämmigen und die Rotumanen – gleichermaßen als „Fidschianer“ gelten.

## Geschichte
FijiFirst ist am 31. März 2014 von Interim-Premierminister Frank Bainimarama gegründet worden. Die Partei hatte zwischen der Wahl 2014 und der Wahl 2022 die absolute Mehrheit im Parlament von Fidschi und stellte zwischen dem 22. September 2014 und dem 14. Dezember 2022 den Premierminister.

## Wahlergebnisse
| Wahl                | Stimmen | %    | Mandate |
| ------------------- | ------- | ---- | ------- |
| Parlamentswahl 2014 | 293.714 | 59,2 | 32 / 50 |
| Parlamentswahl 2018 | 227.241 | 50,0 | 27 / 51 |
| Parlamentswahl 2022 | 200.246 | 42,5 | 26 / 55 |